# Линия Керзона

Линия Керзона

«Линия Керзона» (англ. Curzon Line, пол. Linia Curzona, бел. Лінія Керзана, укр. Лінія Керзона) — демаркационная линия между Польшей и РСФСР, предложенная министром иностранных дел Великобритании лордом Керзоном в 1920 году. Проходила через Гродно — Ялувку — Немиров (к северо-западу от Бреста, у с. Новоселки Каменецкого района (к западу от Волчина)) — Брест-Литовск — Дорогуск — Устилуг, восточнее Грубешува, через Крылов (западо-юго-западнее Нововолынска; от Немирува до Крылува — по Бугу) и далее на юго-запад практически прямой линией (западнее Равы-Русской и Немирова, восточнее Перемышля) до Карпат (Средние Бескиды, Бещады, запов. Бещадзни; включительно Устрики), и была рекомендована 8 декабря 1919 года Верховным советом Антанты в качестве восточной границы Польши
Линия Керзона далеко не полностью учитывала пределы этнического расселения жителей Украины, Беларуси и Литвы. К западу от неё оказались четыре украинские этнические и историко-культурные регионы: Надсянье, Лемковщина, Холмщина и Подляшье.
Так, Надса́нье (укр. Надсяння, пол. Nadsanie) — украинская этническая территория в верховьях реки Сан на западе Львовской области и в районе польского Пшемысля и Бирчи. Предки современных украинцев проживали в верховьях реки Сан со времён Древней Руси и образовывали Перемышльское княжество.  В 1945—1946 годах большинство украинцев польского Надсанья было переселено в УССР. Потом, в 1947 году вследствие операции «Висла» польское правительство принудительно переселило оставшееся украинское население из Надсанья и других земель на север и северо-запад Польши. Украинские семьи раздельно поселили в присоединенные к Польше германские земли Ольштинского, Гданського, Кошалинского, Щецинского воеводств.
Ле́мки (самоназвания: лемки, русины, руснаки) — восточнославянское население Лемковщины (в горных районах на границе Российской империи, и Австро-Венгрии). Историческое самоназвание — руснаки, русины. В большинстве этнографических публикаций рассматриваются как субэтническая (этнографическая, этнокультурная) группа.
Хо́лмщина (Холмская земля, Холмская Русь, Забужская Русь, Забужье) — историческая область XIII — начала XX веков на левобережье Западного Буга с центром городом Холм (ныне переименована в Хелм). Часть Червонной Руси. Так называемые червенские города Владимир I Святославич присоединил к Киевской Руси в 981 году. В 1018 году их завоевал Болеслав I Храбрый (Пяст). Позже они стали частью Волынского и Галицко-Волынского княжества. В состав этого княжества вошла большая часть Холмщины.
С конца X в. до второй половины XI в. земли Подляшья входили в состав Древнерусского государства, позже в Галицко-Волынское княжество. Затем — в Венгерское и Польское королевства и после разделов Польши в Российскую и Австро-Венгерскую империи вплоть до 1914 года. Во время Первой мировой войны значительная часть украинцев и белорусов с этих земель бежала из зоны боев вглубь России.
После Второй мировой войны советско-польская граница проходила примерно по Линии Керзона.
С сентября 1945 г., после установления новой советско-польской границы, правительство Польши приступило к принудительному выселению украинцев на территорию СССР; до августа 1946 г. переселили ок. 483 тыс. украинцев, среди них более 193 тыс. человек с Холмщины и Южного Подляшья. Северное Подляшье выселения в основном обошли стороной, так как многие жители отрицали свою украинскую национальность, называясь поляками, русскими, белорусами, и тем самым избежали депортации.
Почти все жители иных национальностей, оставшиеся в Польше после завершения принудительного переселения в СССР (более 150 тыс., в том числе около 29 тыс. жителей Холмщины), были в 1947 г. депортированы в северо-западные земли Польши в рамках операции «Висла».

## Предшествующие события

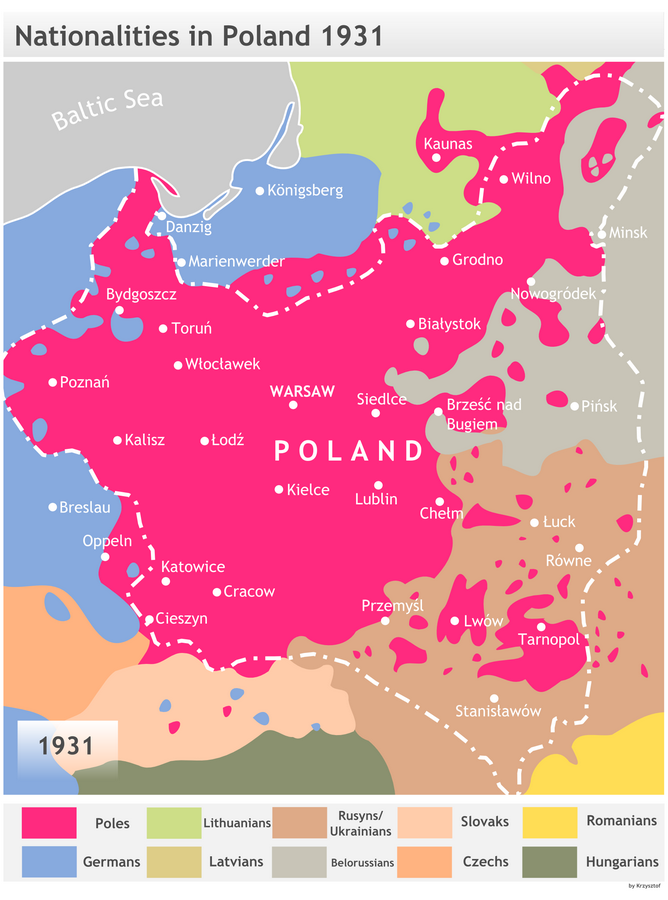
Народы, проживавшие на территории Второй Польской Республики (карта польских авторов)

Первая мировая война и революция в России привели к распаду Российской империи и Австро-Венгрии. По решению Версальской мирной конференции территории восточных районов Австро-Венгрии и западных губерний России вошли в состав вновь образованного государства — Республики Польша. При этом восточная граница Польши не была формально определена. Польша при поддержке Антанты попыталась установить приемлемую для себя границу на востоке военной силой, что привело к войне с Западно-Украинской республикой на юге, в Галиции и Украинской Советской Республикой (столица Харьков), а также к аннексии литовских и белорусских земель  на севере. После заключения договора между УНР и Польшей (Варшавский договор (1920)) польские войска заняли Киев (7 мая 1920), после чего началась активная фаза советско-польской войны. 

## Советско-польская война и британская нота о линии Керзона
В течение июня войска советского Западного фронта стремительно продвигались на запад. Возникла реальная перспектива падения Варшавы.
11 июля 1920 года Великобритания отправила наркому иностранных дел Г. В. Чичерину ноту с требованием остановить наступление на линии Гродно — Валовка — Немиров — Брест-Литовск — Дорогоуск — Устилуг — восточнее Перемышля — Крылов — западнее Равы-Русской — восточнее Перемышля — до Карпат; отвести советские войска на 50 километров к востоку от этой линии и заключить перемирие с Польшей и Врангелевским правительством. В случае отказа указывалось, что страны Антанты поддержат Польшу «всеми средствами, имеющимися в их распоряжении».

### Советская и польская реакция на линию Керзона
Нота Керзона была рассмотрена на заседании ЦК РКП(б) 16 июля, и большинством голосов её было решено отвергнуть в предположении советизации Польши и возбуждения революции в Германии и других странах Западной Европы. На следующий день Совнарком заявил правительству Великобритании, что отказывается от английского посредничества и требует прямого обращения Польши с просьбой о перемирии, одновременно пообещав даже установить «более выгодную для польского народа территориальную границу», чем линия Керзона.
15 июля 1920 года в телеграмме члену Реввоенсовета Западного фронта Уншлихту Ленин запросил:

Сообщите Вашу и других польских товарищей оценку такой тактики:
1. Мы заявляем очень торжественно, что обеспечиваем польским рабочим и крестьянам границу восточнее той, которую даёт Керзон и Антанта.
2. Мы напрягаем все силы, чтобы добить Пилсудского.
3. Мы входим в собственную Польшу лишь на кратчайший срок, чтобы вооружить рабочих, и уходим оттуда тотчас.
Считаете ли вероятным и как скоро Советский переворот в Польше
Уншлихт ответил, что тактику одобряет и отметил, что можно упразднить помещичью собственность, национализировать фабрики, а также создать временный военно-революционный комитет.
30 июля 1920 года в Белостоке был создан Польревком, который объявил о взятии власти в свои руки. Попытка формирования польской Красной армии провалилась (она насчитывала всего тысячу человек).
В середине августа 1920 года Красная армия была разбита под Варшавой и в беспорядке отступила, оставив не только этнически польские, но также значительную часть территорий, населённых преимущественно украинцами и белорусами. В конце августа 1920 года Польревком эвакуировался в Минск, где прекратил своё существование, а польская Красная армия эвакуировалась в Бобруйск, где была расформирована 30 сентября 1920 года.
Польское правительство, ведшее успешные военные действия против советских войск, проигнорировало предложения Антанты, которая не выдвинула каких-либо требований по выводу польской армии с оккупированных территорий Украины, Белоруссии и Литвы.

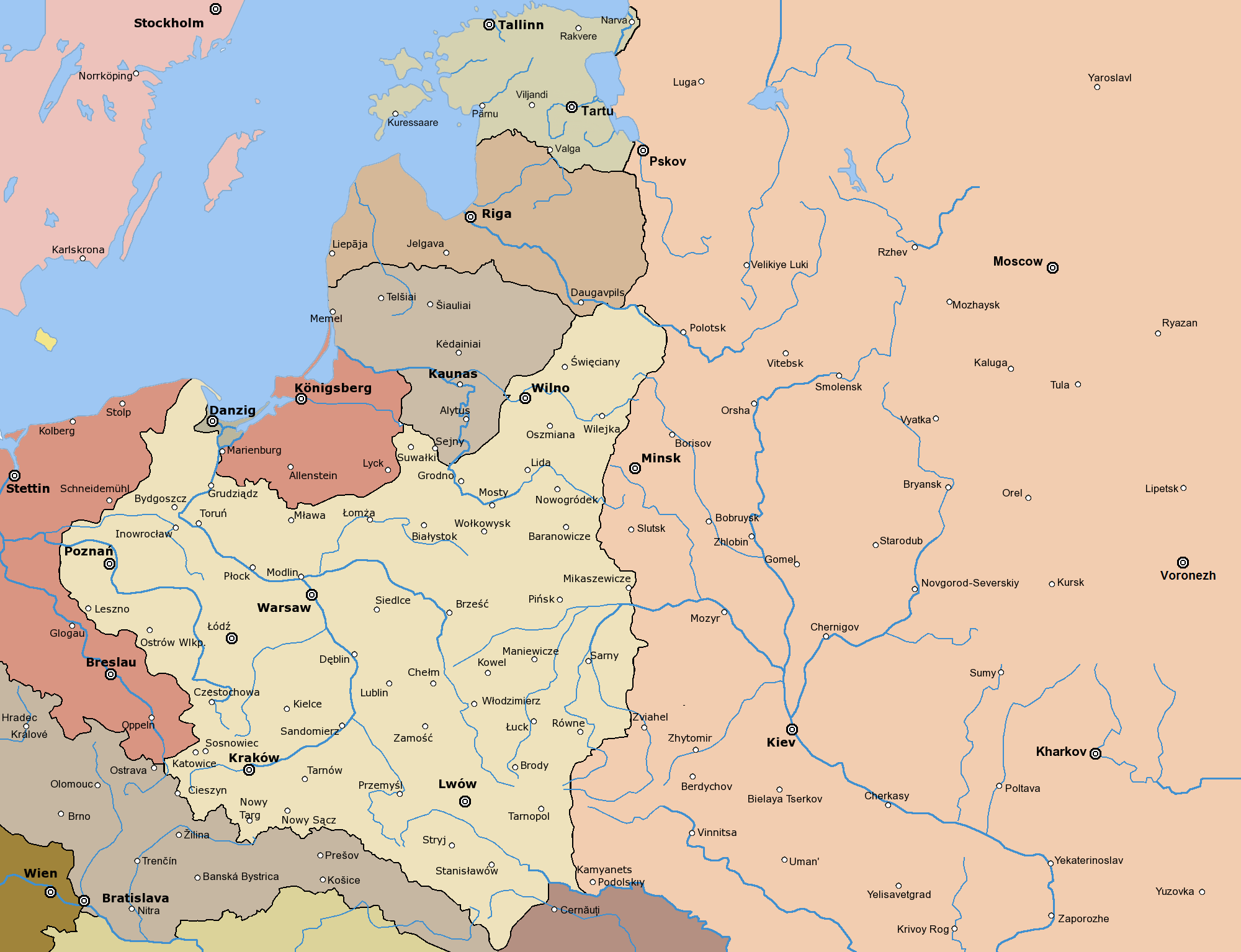
Граница между Польшей и РСФСР по итогам Рижского договора

По Рижскому мирному договору (1921) польская граница прошла далеко к востоку от «линии Керзона».

## 1939 год
17 сентября 1939 года, через две недели после нападения нацистской Германии на Польшу, СССР ввёл на территорию Польши свои войска. При этом западная граница СССР была установлена на основании секретных протоколов к «договору о дружбе и границе» между СССР и нацистской Германией. Эта граница, в целом, прошла по «линии Керзона», существенно отклоняясь на запад лишь в районе Белостока.

## Польско-советская граница

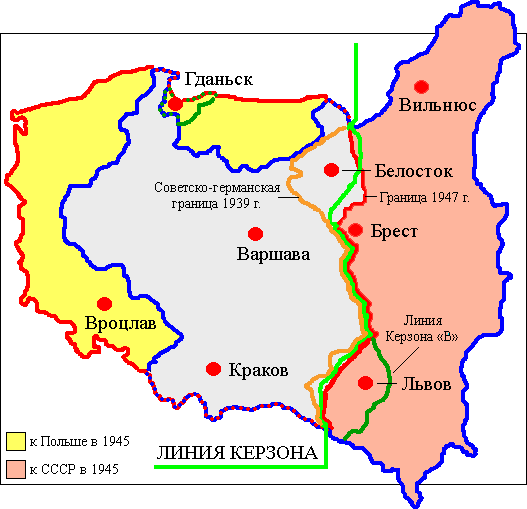
Линия Керзона (1945) и изменения территории Польши.

На Тегеранской конференции лидеров антигитлеровской коалиции (ноябрь — декабрь 1943 года) было принято предложение Черчилля о том, что территории, занятые СССР в 1939 году, будут компенсированы за счёт Германии, а в качестве границы на востоке должна быть линия Керзона. 
 11 января 1944 года Советское правительство заявило о готовности положить в основу послевоенной советско-польской границы «линию Керзона», вариант «А». На Крымской конференции 1945 одним из пунктов был разрешён вопрос о Польше и её границах — по предложению СССР было решено, что восточная граница Польши должна идти вдоль «линии Керзона» (с отступлением в ряде периферийных районов в пользу Польши, а в районе города Львов — в пользу СССР; был установлен и закреплён вариант Черчилля (см. выше).
16 августа 1945 года в Москве был подписан договор между СССР и Польшей об окончательном определении советско-польской границы (в целом соответствующей «линии Керзона», с некоторыми отклонениями в пользу Польши).
С распадом СССР эта граница стала границей между Польшей с одной стороны, Украиной и Белоруссией, с другой.

### Сноски
1. ↑  Карпаты в те годы (Первая мировая, Гражданская война, Польско-Украинские военные конфликты) находились во владении Австро-Венгрии. Закарпатская Русь входила в состав Чехословакии].
2. ↑  R. F. Leslie, Antony Polonsky. The History of Poland Since1863 (неопр.). — Cambridge University Press, 1983. — ISBN 9780521275019.
3. ↑  Курсивным начертанием — ныне наименования польских населённых пунктов (и геогр. объектов).
4. ↑  Папіш Н.Н., Федунь О.В. Історико-політичні аспекти становлення українсько-польського державного кордону. — Регіональні студії. — Ужгородський національний університет, 2019. — № 16. — С. 114. — 109-115 с. — ISSN 26636115..
5. ↑  Мельтюхов М. И. Советско-польские войны: военно-политическое противостояние. 1918—1939 гг. — М.: Вече, 2001. — С. 71. — 460 с. — 7000 экз. — ISBN 5-7838-0951-9.
6. ↑  Тихомиров А. Проблемы определения восточной границы Польши в 1920—начале 1921 года // Белорусский журнал международного права и международных отношений. — Минск: Развитие, 2004. — № 2. Архивировано 18 октября 2007 года.
7. 1 2  Кантор Ю. З. Как Польшу «штыками прощупали» // Дилетант. — 2020. — № 058. — С. 62.
8. 1 2  Кантор Ю. З. Как Польшу «штыками прощупали» // Дилетант. — 2020. — № 058. — С. 65.
9. ↑  Мельтюхов М. И. Советско-польские войны: военно-политическое противостояние. 1918—1939 гг. — М.: Вече, 2001. — С. 28. — 460 с. — 7000 экз. — ISBN 5-7838-0951-9.
10. ↑  Договор от 16 августа 1945 г. «Договор между Союзом Советских Социалистических Республик и Польской Республикой о советско-польской государственной границе». По состоянию на 30 августа 2006 года.  Архивная копия от 26 июля 2012 на Wayback Machine